# Puye

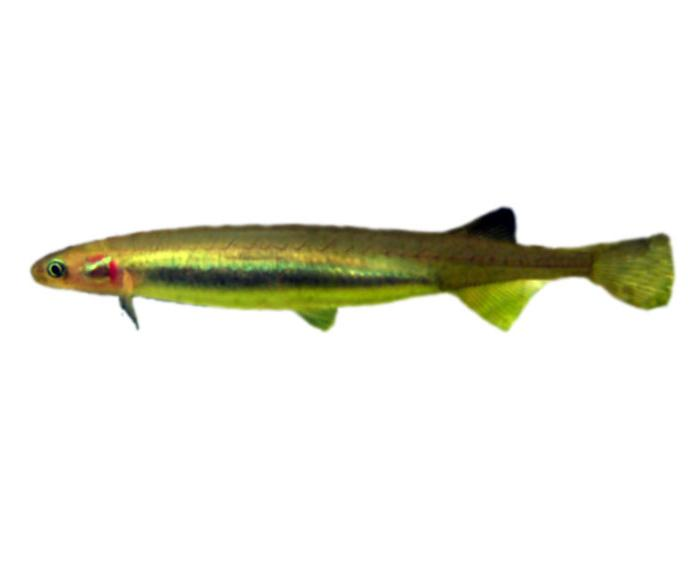
Galaxias maculatus

La palabra «puye» en español puede designar en Chile y Argentina a diferentes especies de peces de agua dulce de la familia de los galaxíidos,
algunos de ellos también pueden vivir en el mar.

## Especies de puye
- Galaxias maculatus
- Brachygalaxias bullocki
- Galaxias globiceps
- Galaxias platei